# Іванов Микола Геннадійович
Микола Геннадійович Іванов (нар. 1898 — 1937) — радянський комуністичний діяч, голова виконкому (березень 1933 — липень 1937) Донецької обласної ради робітничих, селянських і червоноармійських депутатів. Член ЦК КП(б)У в червні 1933 — 1937 р. Один із організаторів Голодомору-Геноциду українського народу 1932-1933 років. 

## Життєпис
Народився в місті Ржев Тверської губернії в родині службовців. Освіта початкова. Професія й спеціальність — наглядач зв'язку.
Член РКП(б) з 1918 року. Один із організаторів більшовицького осередку в місті Дебальцеве. У 1919—1920 роках працював головою Дебальцівського повітового виконкому.
У березні 1923 — вересні 1924 року — голова виконавчого комітету Шахтинської окружної ради Донецької губернії.
З вересня 1924 по квітень 1925 року був заступником та в.о. голови виконавчого комітету Донецької губернської ради.
У січні 1925 — лютому 1926 року — голова виконавчого комітету Шахтинської окружної ради.
До 1933 року працював заступником голови Північно-Кавказького крайового виконкому (місто Ростов-на-Дону).
З березня 1933 до липня 1937 року — голова виконавчого комітету Донецької обласної ради.
1937 року — заарештований власники подільниками із НКВД СССР, страчений у катівні цієї установи. 1956 року — незаконно реабілітований самими комуністами.
Причетний до організації в Україні Голодомору 1932—1933 років.

## Нагороди
- орден Леніна (20.12.1935)